# Mas Clapers
El Mas Clapers és una obra de Sant Gregori (Gironès) protegida com a Bé Cultural d'Interès Local.

## Descripció
Construcció de planta rectangular desenvolupada en planta baixa i pis. La coberta és de teula a dues vessants acabada amb un senzill ràfec de teula. Les parets portants són de maçoneria amb restes d'arrebossat de calç a les façanes que deixen a la vista els carreus de les obertures i les cantonades. La porta principal és d'inspiració medieval amb l'imposta que ajuda a la llinda a salvar la llum del forat, sobre la porta hi ha una finestra amb la llinda i els brancals feta de carreus bisellats i l'ampit de pedra emmotllurada. Hi ha altres finestres que són d'inspiració medieval. Els sostres interiors són fets amb cairats de fusta. Exteriorment, adossat a la façana lateral Est hi ha un paller i altres coberts.